# Tonka Šibenice
Tonka Šibenice je jeden z prvních českých zvukových filmů. V roce 1930 ho natočil podle povídky E. E. Kische režisér Karel Anton původně jako němý film.
Film byl ozvučen až dodatečně v ateliérech Gaumont u Paříže za použití dánské techniky vynálezců Petersena a Poulsena, a to současně v češtině, němčině a francouzštině. Premiéru měl 27. února 1930 v pražském kinu Alfa. V Německu byl uváděn pod původním názvem Kischovy předlohy jako "Die Galgentoni", ve Francii pod názvem "Tonischka". V úplné kopii se dochovala jen francouzská zvuková verze. Z české existuje pouze 15 úvodních minut, během nichž zpívá Karel Hašler písně Hradčany krásné a Když padá v Praze sníh.
Hlavní roli Tonky hrála Jugoslávka (Slovinka) Ita Rina, vlastním jménem Ida Kravanja. Byla vybrána v jugoslávské soutěži krásy a angažována německou společností. Svoji filmovou slávu započala legendárním Erotikonem režiséra Gustava Machatého z roku 1929.
Filmový pás Tonky Šibenice měří 2312 metrů a trvá 79 minut.

## Tvůrci
- Námět: Jako námět byla použita povídka E.E. Kische, nicméně, jak uvádí Kisch v Tržišti senzací, autoři scénáře mu tento námět "ukradli" a tvrdili, že si příběh Tonky Šibenice vyslechli přímo od dotyčné, a to kupodivu přesně tak, jak ho zachytil Kisch svým nezaměnitelným stylem. Soud o autorství Kisch prohrál.
- Scénář: Benno Vigny, Willy Haas
- Kamera: Eduard Hoesch
- Režie: Karel Anton
- Výtvarník: Hanuš Gödert, Vilém Poneš
- Hudba: Erno Košťál
- Ateliéry: Kavalírka, Praha; Gaumont u Paříže
- Exteriéry: Veselí nad Moravou
- Vyrobila firma: Anton

## Hrají
- Tonka "Šibenice" – Ita Rina
- Matka Tonky – Věra Baranovská
- Prokůpek – Josef Rovenský
- drožkář – Jindřich Plachta
- majitelka nevěstince – Antonie Nedošínská
- pasák – Jan Sviták